# 霧島酒造

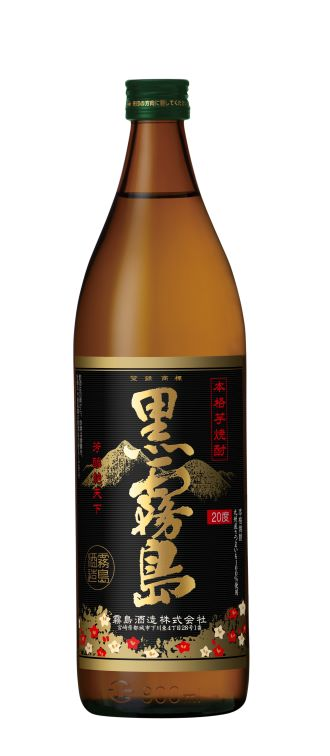
黒霧島（くろきりしま）

霧島酒造株式会社（きりしましゅぞう）は、宮崎県都城市に本社及び工場を置く、日本の酒造業者。企業スローガンは「品質をときめきに」。

## 概要
おもに本格焼酎製造および販売、クラフトビール製造および販売（レストラン事業）を行っている。
社名及び銘柄の「霧島」の由来は、宮崎県と鹿児島県の県境にそびえる霧島山から付けられた。
1916年（大正5年）、創業者の江夏吉助が都城市で芋焼酎の製造を始めたのが、会社の起源である。
1955年（昭和30年）、工場近くで掘り当てた地下水を「霧島裂罅水（きりしまれっかすい）」と命名し、それ以降は一貫して「霧島裂罅水」を焼酎の仕込み水や割水はもちろん、製造のすべての工程で使用している。
「乙類焼酎」を「本格焼酎」の名称・表示にすることを提案したのは、2代目社長・江夏順吉（えなつ じゅんきち　1915-1996）で、1957年（昭和32年）に熊本県で開かれた「九州旧式焼酎協議会」で「本格焼酎」の名称使用を提唱した。そして、1962年（昭和37年）の大蔵省令により法的にも「本格焼酎」の呼称が正式に認められた。
江夏順吉は地方酒造会社の跡継ぎながら、東京帝国大学（現・東京大学）工学部で応用化学を学んだ学者肌の人物でもあり、自ら焼酎のブレンディングや蒸留機の改良などに取り組んだ。順吉の死去で跡を継いだ3代目社長の江夏順行の経営体制下では、順吉時代の高品質路線を継承しつつ、芋焼酎の臭みを押さえた新商品「黒霧島」の開発と営業拡販に努め、2000年代の焼酎ブーム期にも着実な事業拡大を継続した。その結果、2012年には売上高が初めて500億円超を達成し、長らく本格焼酎業界で首位にあった麦焼酎「いいちこ」で知られる三和酒類を抜いて、本格焼酎メーカーで売上高日本一となっている。
2014年9月1日より、焼酎粕を醗酵させ、バイオガス発電事業を行っている。
2015年（平成27年）4月1日、「霧島ホールディングス株式会社」（きりしまホールディングス）を設立して持株会社制に移行、霧島酒造の管理業務は霧島HDが行うようになった。

## 沿革
- 1916年（大正5年）5月 - 江夏吉助が宮崎県都城市で川東江夏商店を創業。本格焼酎の製造を始める。
- 1933年（昭和8年）8月 - 「霧島」を商標登録。
- 1949年（昭和24年）4月 - 霧島酒造株式会社に改組。江夏順吉が社長に就任。
- 1957年（昭和32年）- 九州旧式焼酎協議会にて、江夏順吉が「本格焼酎」という呼称を提唱。
- 1971年（昭和46年）9月 - 販売量の増加に伴い、工場を生産能力4万石に増設。
- 1983年（昭和58年）5月 - 東京支店を開設。
- 1985年（昭和60年）3月 - 大阪支店を開設。
- 1986年（昭和61年）
  - 4月 - 紙パック製の「霧島」を発売。
  - 10月 - 志比田工場が落成。
- 1988年（昭和63年）4月 - 福岡支店を開設。
- 1996年（平成8年）
  - 4月 - 江夏順行が社長に就任。
  - 12月 - 宮崎支店を開設。
- 1998年（平成10年）7月 - 霧島ファクトリーガーデン内に「霧の蔵ブルワリー」をオープン。
- 1999年（平成11年）5月 - 本格芋焼酎「黒霧島」を発売。
- 2003年（平成15年）10月 - 本格芋焼酎「赤霧島」を発売。
- 2006年（平成18年）9月 - 志比田増設工場が落成。
- 2011年（平成23年）11月 - 本社増設工場が落成。
- 2014年（平成26年）
  - 6月12日 - 志比田工場の貯酒タンク（1基）が爆発[6]。
  - 7月17日 - 宮崎県総合運動公園および同公園内にある5施設（サンマリンスタジアムなど）の施設命名権（ネーミングライツ）を獲得、10月1日より5年間を予定[7][8][9][10]。
  - 9月1日 - 芋くずや焼酎粕を原料とするバイオマス発電事業を開始[3][4]。
- 2015年（平成27年）
  - 4月1日 - 「霧島ホールディングス株式会社」を設立し、持株会社制に移行。
  - 8月10日 - 本社工場の貯酒タンク（1基）が爆発[11]。
- 2016年（平成28年）5月 - 創業100周年。その記念として、創業当時の霧島の風味を再現した宮崎県内限定販売の「霧島（宮崎限定）」を発売。
- 2018年（平成30年）3月4日 - アメリカ合衆国で行われた第90回アカデミー賞授賞式後のパーティーで宮崎牛とともに、「霧島焼酎」がドリンクに採用された。
- 2019年（平成31年）2月24日 - アメリカ合衆国で行われた第91回アカデミー賞授賞式後のパーティーで「霧島焼酎」が2年連続でドリンクに採用された[12]。
- 2022年（令和4年） - サツマイモの伝染病（基腐病）流行により原料の確保が困難になる、2023年2月からパック詰め黒霧島などの一部製品の販売を休止することを発表[13]。
- 2025年（令和7年）
  - 6月 - 江夏邦威が社長に就任。

## 経営推移
|        | 売上高  | 業界内順位※1 | 当期利益 |
| ------ | ------- | ------------ | -------- |
| 2004年 | 176億円 | 第6位        | 13億円   |
| 2005年 | 207億円 | 第5位        | 15億円   |
| 2006年 | 235億円 | 第4位        | 17億円   |
| 2007年 | 299億円 | 第3位        | 16億円   |
| 2008年 | 368億円 | 第2位        | 29億円   |
| 2009年 | 428億円 | 第2位        | 34億円   |
| 2010年 | 472億円 | 第2位        | -        |
| 2011年 | 486億円 | 第2位        | -        |
| 2012年 | 515億円 | 第1位        | -        |
| 2013年 | 518億円 | 第1位        | 43億円   |
| 2014年 | 565億円 | 第1位        | 46億円   |
| 2015年 | 589億円 | 第1位        | 42億円   |
| 2016年 | 650億円 | 第1位        | 44億円   |
| 2017年 | 682億円 | 第1位        | 54億円   |
| 2018年 | 659億円 | 第1位        | 48億円   |
| 2019年 | 619億円 | 第1位        | 33億円   |
| 2020年 | 625億円 | 第1位        | 36億円   |
| 2021年 | 599億円 | 第1位        | 41億円   |
| 2022年 | 584億円 | 第1位        | 31億円   |
| 2023年 | 593億円 | 第1位        | 37億円   |

※1　焼酎部門の売上高の構成比率が50％未満の企業は順位から除外されている。従って、業界大手の宝ホールディングスは期間中一貫して、同大手のオエノンホールディングスは2008年度から2016年度まで順位から除外されている。

## 生産拠点
- 本社工場（宮崎県都城市下川東）
  - 本社増設工場
- 志比田工場（宮崎県都城市志比田町）
  - 志比田増設工場
  - 志比田第二増設工場（2018年7月稼動[34]）
  - 焼酎の里 霧島ファクトリーガーデン（霧の蔵ブルワリー）

## 営業拠点
- 宮崎支店（宮崎県宮崎市堀川町）
- 福岡支店（福岡県福岡市中央区天神）
- 大阪支店（大阪府大阪市北区太融寺町）
- 東京支店（東京都中央区京橋）

## 主要商品
- 本格芋焼酎　白霧島

同社の創業時から今日にかけて作られている芋焼酎。白麹。南九州産のサツマイモ黄金千貫（コガネセンガン）と霧島連山から湧き出る地下水「霧島裂罅水」を使用した、なめらかで伸びのある味わいが特徴。旧名称は「霧島」だが、黒霧島が発売されてからはラベルが白色をベースにしていた事もあり名称変更前から「白霧島」「シロキリ」という愛称で呼ばれていた。黒霧島発売に合わせてブレンドが若干変更され、更に2015年宮崎県食品開発センターが独自に研究・開発した酵母「平成宮崎酵母」を使用したものにリニューアルしたのに伴い商品名の銘柄も正式に「白霧島」とした。キャッチコピーは「どしっと ほわんと」。
- 黒霧島

同社の焼酎で高いシェアを誇る芋焼酎。黒麹。宮崎県産の黄金千貫で仕込んだ、マイルドでキレのある味わいが特徴。黒麹仕込み焼酎が一般的になる先駆けとなった。また、テレビ番組『ナイナイサイズ』（日本テレビ）の企画「やべっち自分好みの焼酎を探す！」（2002年10月19日放送）でナインティナイン矢部浩之が絶賛したことなどが、全国的な知名度を上げ売上の向上に貢献したとされる。キャッチコピーは「トロッと キリッと」。
- 赤霧島

紫優（ムラサキマサリ）と言う品種の紫芋で仕込まれる。白麹。販売開始の頃は出荷量が少なく、入手困難で高額のプレミアムが付くことも珍しくなかったが、2011年頃からは一升瓶が発売されるなど紫優の増産により出荷量が増え、出荷直後であれば比較的容易に入手出来るようになり、プレミアムも落ち着いてきた。2018年には通年販売を開始している。原料由来の香りや澄んだ甘みが特徴。キャッチコピーは「みやびに するっと」。
- 茜霧島

玉茜（タマアカネ）と呼ばれるオレンジ色が特徴のさつまいもを使用した本格芋焼酎。黒麹。桃やオレンジのような香りとフルーティーなあまみが特徴。キャッチコピーは 「キラッとはなやか」。
- 黒霧島EX

本格芋焼酎本来のおいしさを磨き上げる「デリシャス・ペンタゴン製法」によって製造された本格芋焼酎。黒麹。濃醇でなめらかな口当たりが特徴。「デリシャス・ペンタゴン製法」によって、あまみ・うまみ・まるみ、黒霧島がもつ「トロッと」「キリッと」の5つの味わいを最大限に引き出している。
- 虎斑霧島

霧島酒造独自の三段仕込みで丹念に醸し出した本格芋焼酎。黄麹と黒麹。キレのあるナチュラルな苦みと、華やかな香りとあまみが特徴。キャッチコピーは「がるっと ふわっと」。         
- 霧島《宮崎限定》

創業100年という節目の年に地元宮崎の方々への感謝の気持ちをかたちにした本格芋焼酎。白麹。ずしっと響く飲み応えと長い余韻が特徴。キャッチコピーは「ずしっと ほんかくー」。
- ゴールドラベル「霧島」

香気性成分を多く生産する酵母を使用した本格芋焼酎。フルーティーな香りと軽快な味わいが特徴。
- 霧島「志比田工場原酒」

志比田町にある志比田工場で仕込み、蒸留を行う本格芋焼酎。アルコール度数が36度あり、まろやかな味わい、割水を全く行わない原酒ならではのあまみとコクが特徴。
- 特別蒸留きりしま＜白＞

霧島酒造独自の贅沢な特別蒸留でつくりあげる芋焼酎。穏やかなサツマイモの香り、柔らかな口当たりとすっきりとした後口が特徴。
- 特別蒸留きりしま＜赤＞

霧島酒造独自の贅沢な特別蒸留でつくりあげる芋焼酎。フルーティーで華やかな香り、豊かに響く甘味と心地よい余韻が特徴。
- 黒霧島MELT

樽貯蔵を含む10年の長期貯蔵により、黒霧島に新たな魅力を授けた芋焼酎。トロッとしたあまみ、キリッとした後切れの黒霧島に、樽貯蔵ならではのとろけるあまさ、フルーツやバニラを思わせる香りと濃厚な味わいが特徴。
- 芋麹焼酎　吉助＜白＞、吉助＜黒＞、吉助＜赤＞

厳選したサツマイモ100％で仕込んだ芋麹焼酎。吉助〈白〉は、軽快な透明感のある味わいで、初めに甘みを感じ、スッキリとした後味が特徴。吉助〈黒〉は、黒麹仕込みによるコクのある味に、落ち着いた香りとあまみが特徴。
吉助〈赤〉は、紫優による濃厚な甘みと香り、高貴で優美なテイストが特徴。
- むぎ焼酎「ほ」

麹造りはもちろん、仕込みやブレンドまでこだわった本格麦焼酎。麦本来の豊かな風味とあまみが特徴。
- 「ほ」グリーンラベル

麦焼酎をアメリカンホワイトオーク樽にて貯蔵・熟成させた熟成貯蔵麦焼酎。樽貯蔵ならではの香りと、奥行きのある深い味わいが特徴
- 冬虫夏草酒「金霧島」

黒霧島をベースに古来より健康維持のために重宝されてきた「冬虫夏草」を浸透した健麗酒。マイルドな口当たりと冬虫夏草由来の深いコクが特徴。
- チャーガ酒「黒宝霧島」

黒霧島をベースにロシアで「森の黒ダイヤ」と呼ばれる「チャーガ」を浸透した健麗酒。黒霧島本来のあまみとともに、チャーガ由来の際立つ甘さとコク、そして癒しを感じさせる香りが特徴。
- アスタキサンチン酒「Ax霧島」

黒霧島をベースに注目の天然色素「アスタキサンチン」を浸透した健麗酒。アスタキサンチンのマイルドな風味に加え、アガベシロップ、ローズヒップ、ダージリンティーという個性豊かな自然素材による深みのある香りと味わいが特徴。
- ＜玉＞金霧島　芋

1998年に仕込まれたジョイホワイト製芋焼酎に、5つの自然の恵み「冬虫夏草、フコイダン、コプリーヌ、ツバメの巣、バニラ」を浸透させた健麗酒。ジョイホワイトによる柑橘系の爽やかな香りと5つの素材のうまみととろみが特徴。
- 玉琮

黒霧島をベースに、世界の貴重な健康維持素材8種類をブレンドした健麗酒。おいしさと健やかさを贅沢に掛け合わせ、両者が織りなす奥深い味わいとあまみが特徴。
- KIRISHIMA BEER　
  - ピルスナー
ホップの苦みを十分に効かせたジャーマンスタイルのピルスナー。飲みごたえがありながらもスッキリとした喉越しが特徴。
  - ペールエール
アロマホップを贅沢に使用したアメリカンスタイルのペールエール。柑橘系の華やかな香りと、シャープな苦みが特徴。
  - アンバー
数種類の麦芽とホップを掛け合わせた琥珀色のラガービール。カラメルの麦芽の香りと、ホップの苦みが織りなす奥行きのある味わいが特徴。
  - スタウト
ロースト麦芽の風味豊かな黒ビール。コーヒーを思わせる香ばしい香りと、スッキリとした後味が特徴。
  - 日向夏（発泡酒）
宮崎県特産の柑橘系果実「日向夏」を使用したフルーツビールスタイルの発泡酒。日向夏由来の爽やかなあまみと、やさしい柑橘の香りが特徴。
  - 限定醸造シリーズFUN FAN BREW
限定醸造シリーズ。

### 過去に存在した商品
- 本格米焼酎「白（シロ）霧島」（平成12年製造終了）
- 本格ライ麦焼酎「キリマンジャロ」
- 本格芋焼酎「うまいものはうまい」
- 本格麦焼酎「博多うまいものはうまい」
- 本格米焼酎「花懐石」
- 本格そば焼酎「そば作」

## CMキャラクター
- 安めぐみ
- 松村達雄
- 宍戸錠
- そのまんま東
- 藤木直人
- 葉加瀬太郎
- 鮎川誠
- マー坊
- 成井富佐子
- 三浦貴大
- 白鵬翔
- 松坂桃李
- 山崎紘菜
- ジョン・カビラ
- 堀田茜
- 波瑠

### 協賛する競技等
- ビーチバレー
「ジャパンツアー 霧島酒造オープン」。
- 女流王将戦
正式名称は「霧島酒造杯女流王将戦」。日本将棋連盟・株式会社囲碁将棋チャンネルが主催、霧島酒造が協賛する女流棋士による将棋の棋戦。第30期までは「ウエルネス都城霧島杯&中戸賞女流王将戦」が正式名称で、日刊スポーツが主催していた（霧島酒造協賛は従来通り）。2014年、霧島酒造は日本将棋連盟より第21回大山康晴賞を受賞。秋に行われる「霧島酒造杯女流王将戦 三番勝負」の第1局は、宮崎県都城市にある『霧島創業記念館「吉助」』（創業開始時の本社建物[注釈 3]）で行われる。
- サッカー
地元Jリーグクラブであるテゲバジャーロ宮崎（J3）のスポンサーを務める。

### 提供番組
すべて単独提供番組。
- 霧島リラックスタイム 焼酎ダイニング J-Fairy YASU - TOKYO FMをキーステーションに、JFN系列の西日本地区の大半の系列局とエフエム仙台で放送していたラジオ番組（2011年 - 2020年6月28日）。安めぐみが女将を務める焼酎ダイニング「J-Fairy YASU」にお店に予約を入れた客（ゲスト）ともう1組の客（リスナー）の2組限定という体でゲストにインタビュー・トークを行う。
  - 因みに同局で週末午後（14:00 - 深夜）まで山崎紘菜とジョン・カビラによるラジオ時報CMのスポンサーを担当していた[注釈 4]（2021年5月 - 2022年9月）。
- ルーツを歩こう - KBC（九州朝日放送）をキーステーションに、ANN九州沖縄系列で放送しているミニ番組。上述のCMキャラクター数人（安めぐみ・三浦貴大等）がナレーションを担当している。
- 匠の蔵 HISTORY OF MEISTER - TNC（テレビ西日本）及びFM FUKUOKAをキーステーションに、FNS九州沖縄ブロック及びFMQリーグ各局で放送しているテレビ及びラジオ番組。旧番組名はテレビ版が「匠の蔵 - 創る人、聞く人、発する人 -」、ラジオ版が「匠の蔵〜Words of meister」。
- カンパイ!! ツマミッケ!! - MRT（宮崎放送）をキーステーションに、e-JNN加盟局+BTVで放送しているミニ番組。